# 4 شوال
- السبت
- الأحد
- الاثنين
- الثلاثاء
- الأربعاء
- الخميس
- الجمعة

- 2929 مارس 2025
- 130 مارس 2025
- 231 مارس 2025
- 31 أبريل 2025
- 42 أبريل 2025
- 53 أبريل 2025
- 64 أبريل 2025
- 75 أبريل 2025
- 86 أبريل 2025
- 97 أبريل 2025
- 108 أبريل 2025
- 119 أبريل 2025
- 1210 أبريل 2025
- 1311 أبريل 2025
- 1412 أبريل 2025
- 1513 أبريل 2025
- 1614 أبريل 2025
- 1715 أبريل 2025
- 1816 أبريل 2025
- 1917 أبريل 2025
- 2018 أبريل 2025
- 2119 أبريل 2025
- 2220 أبريل 2025
- 2321 أبريل 2025
- 2422 أبريل 2025
- 2523 أبريل 2025
- 2624 أبريل 2025
- 2725 أبريل 2025
- 2826 أبريل 2025
- 2927 أبريل 2025
- 3028 أبريل 2025
- 129 أبريل 2025
- 230 أبريل 2025
- 31 مايو 2025
- 42 مايو 2025

4 شوَّال أو 4 شوَّال المُکَرَّم أو 4 شوَّال المكرَّمة أو يوم 4 \ 10 (اليوم الرابع من الشهر العاشر) هو اليوم السبعون بعد المائتين (270) من أيَّام السنة (أو الحادي والسبعون بعد المائتين لو كان شهر شعبان مُتممًا لليوم الثلاثين أو الثاني والسبعون بعد المائتين لو أتم كلاً من صفر وربيع الآخر وجمادى الآخرة وشعبان ثلاثين يوماً) وفق التقويم الهجري القمري (العربي). يبقى بعده 84 أو 85 يومًا لانتهاء السنة.

## أحداث
- 8هـ - خروج الرسول محمد على رأس جيش المسلمين لغزو حنين، وذلك بعد فتح مكة بخمسة عشر يوماً.
- 1001هـ - الدولة العثمانية تعلن الحرب على الإمبراطورية الرومانية المقدسة بعد الغارة التي شنها الجيش الألماني على الجيش العثماني على ضفاف نهر كولبا قرب حدود البوسنة، وقد راح ضحية هذه الغارة 7 آلاف عثماني. وأنهت هذه الحرب حالة الصلح التي استمرت 25 عامًا بين الدولتين.
- 1101هـ - سقوط قلعة كانيجة في أيدي الألمان بعد 158 سنة من سيطرة الدولة العثمانية عليها، لكن العثمانيين تمكنوا من استردادها بعد وقت قليل.
- 1329هـ -
  - الغزو الإيطالي لليبيا، وهي الحملة التي انتهت بوقوع ولاية طرابلس الغرب العثمانية تحت الاحتلال الإيطالي، وكان للدولة العثمانية ومن ثم مصر جهود طيبة في مساعدة الثوار المسلمين هناك بالمال والسلاح.
  - إيطاليا توجه إنذارًا للدولة العثمانية بضرورة تسهيل احتلال القوات الإيطالية لليبيا.
- 1375هـ - تأسيس الجيش المغربي.
- 1402هـ - بشير الجميل يعلن ترشيح نفسه لمنصب رئيس الجمهورية اللبنانية.
- 1407هـ - اغتيال رئيس وزراء لبنان رشيد كرامي بتفجير مروحيته.
- 1412هـ - دول المجموعة الأوروبية تعترف باستقلال البوسنة والهرسك.
- 1424هـ - رجل الأعمال أيمن السويدي يفرغ 16 طلقة في جسد زوجته المغنية ذكرى ويقتل مدير أعماله وزوجته ثم ينتحر.
- 1430هـ - ملك المملكة العربية السعودية عبد الله بن عبد العزيز آل سعود يفتتح جامعة الملك عبد الله للعلوم والتقنية بحضور عدد من رؤساء دول العالم.
- 1431هـ - إجراء استفتاء في تركيا على تعديلات دستورية إقترحتها حكومة رجب طيب أردوغان تقلل من سيطرة الجيش والقضاء، وقد وافق الأتراك على هذه التعديلات.
- 1433هـ - نائب رئيس الوزراء الإثيوبي هايله مريم ديساليغنه يتولى رئاسة الوزراء بالوكالة وذلك بعد وفاة رئيس الوزراء ملس زيناوي.
- 1435هـ - الرئيس البوليفي إيفو مورالس يعلن أن إسرائيل كيان إرهابي، ويلغي السماح بدخول الإسرائيليين دون تأشيرة سفر.
- 1436هـ - تفجيرٌ في بلدة سُروج بمُحافظة أورفة التُركيَّة يُخلِّف 32 قتيلًا وأكثر من 100 جريح.

## مواليد
- 139هـ - هشام بن عبد الرحمن الداخل، ثاني أمراء الدولة الأموية في الأندلس.
- 1330هـ - إسماعيل ياسين، ممثل مصري.
- 1371هـ - بهية الحريري، سياسية لبنانية.
- 1391هـ - أمجد طعمة، ممثل سوري.
- 1398هـ - ريهام عبد الغفور، ممثلة مصرية.
- 1399هـ - نصر الدين كراوش، لاعب كرة قدم جزائري.
- 1402هـ - منة شلبي، ممثلة مصرية.
- 1410هـ - نادية لالامي، لاعبة كرة مضرب مغربية.

## وفيات
- 573هـ - قطب الدين الراوندي، محدث وفقيه ومفسر شيعي.
- 1322هـ
  - محمود سامي البارودي، شاعر وسياسي مصري، ورائد مدرسة البعث والإحياء في الشعر العربي.
  - جواد محي الدين، فقيه مسلم وشاعر عراقي.
- 1338هـ - عيسى بن عكاس، فقيه مالكي وقاضي سعودي.
- 1407هـ - رشيد كرامي، رئيس وزراء لبنان.
- 1412هـ - فارس بطرس، شاعر سوري - برازيلي.
- 1424هـ -
  - ذكرى، مغنية تونسية.
  - أيمن السويدي، رجل أعمال مصري.
  - طلال الرشيد، مغني جزائري.
- 1426هـ - خليفة حسن قاسم، شاعر وصحفي وضابط بحري بحريني.
- 1430هـ - أرطغرل عثمان، أكبر أحفاد السلطان العثماني عبد الحميد الثاني.

## مناسبات
- أول الأيام الستة البيض.

## وصلات خارجية
- موقع قصة الإسلام: حدث في شهر شوَّال.